# 安岡章太郎
安岡  章太郎（やすおか しょうたろう、1920年（大正9年）4月18日 - 2013年（平成25年）1月26日）は、日本の小説家。高知市生まれ。北満に応召されるも結核により除隊。第二次世界大戦後、病臥の中で小説を書き、芥川賞候補となった『ガラスの靴』で登場。劣等生を以て自認し、個人や市民の内面を掘り下げた私小説的作品で、「第三の新人」の一人と目された。米国留学後はエッセイでも活躍。日本芸術院会員、文化功労者。

## 生涯

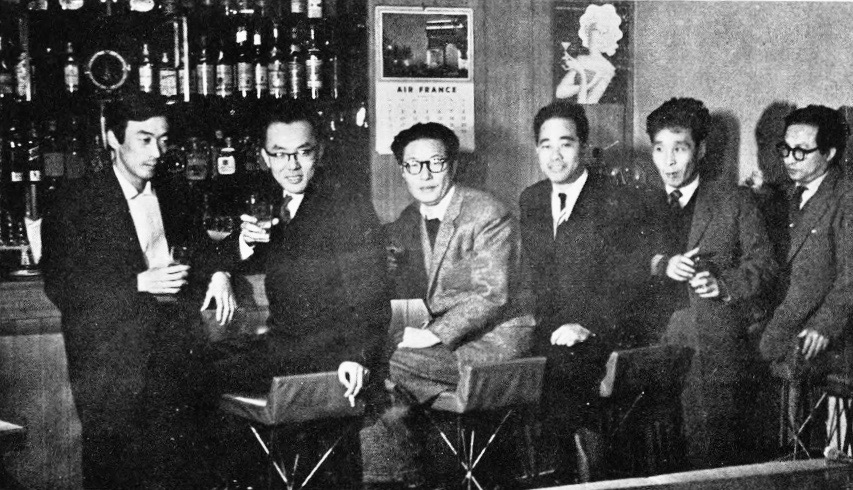
第三の新人の面々。左から吉行淳之介、遠藤周作、近藤啓太郎、庄野潤三、安岡章太郎、小島信夫。

高知県高知市帯屋町に父・安岡章、母・恒の子として生まれる。父方は、安岡正美（覚之助）や安岡正定（嘉助）などの土佐勤王党員を多く輩出した土佐藩士の安岡家であり、幕末は板垣退助率いる土佐藩迅衝隊に加わり戊辰戦争を戦った勤皇家である。母方の入交家も江戸時代は郷士だったという。高知県香南市山北には父方の安岡家住宅（国指定重要文化財）が現存している。
章太郎の父は陸軍獣医官であったため、生後2ヶ月で千葉県市川市に転居。その後、香川県善通寺市、東京小岩、市川市で過ごした後、5歳の時、一家で京城（現・ソウル）に移った。市川市公式ホームページの市ゆかりの人物として紹介する記事によると市川市に住んだのは生後間もない大正末期のみであったが、昭和40年代に書かれた随筆などに昭和初期につながる市川の様子が描かれてるとのこと。小学校3年の時、青森県弘前市に転居。小学校5年から東京青山、目黒などで育った。各地を転々とする途次、安岡家は郷里に立ち寄り、「お国に帰る」と呼んでいた。
青南小学校から第一東京市立中学校に入学するが、素行不良のため、教師の実家であった禅寺に寄宿生活を強いられる。この生活は3年に肋膜炎を患うまで続いた。
青南小学校以来、軍隊除隊までの劣等生への風当たりは小説やエッセイで再三文章にしており、病気、落第と共に彼の重要な文学的動機になっている。
1939年、旧制高知高等学校を受験するが失敗。浪人生活を城北高等補習学校で送り、古山高麗雄ら浪人仲間と日々遊び歩いた。1940年、松山高等学校や山形高等学校の受験に失敗し、1941年、当時定員割れを起こしていた慶應義塾大学文学部予科に入学するも、1944年に陸軍に学徒動員で召集され東部第六部隊へ入営し、満州・孫呉に在った歩兵第1連隊に配属された。部隊では射撃の最優秀兵であったが「銃の手入れが悪い」と叱責される模範的でない兵隊であった。しかし、安岡は部隊が南方へ出発する前々日に発熱し、翌1945年に肺結核により除隊処分となり内地送還された。なお、部隊は1944年8月にフィリピンへ動員され、同年10月から始まったレイテ島の戦いに投入されて全滅したために数少ない生き残りの一人となる。
戦後、復学するも陸軍少将の父は敗戦により失職し、復員後も公職にはつけなかった。そのため、家族は収入のほとんどを失った。1945年10月から1952年10月まで、藤沢市鵠沼に住む。1945年ごろ結核菌による脊椎カリエス（結核性脊椎炎）を患い、大きな肉体的・精神的苦痛の中で1948年に英文学科を卒業する。その当時コルセットをつけながら、吉行淳之介や阿川弘之と盛り場などを遊び歩いたと言う。1949年には脊椎カリエスが悪化し、コルセットをつけて寝たきりとなる。
1951年「ガラスの靴」が上半期の第25回芥川賞の候補作に選ばれ、文壇に注目される。1952年上半期には「宿題」が第27回芥川賞候補作に、下半期には「愛玩」が第28回芥川賞候補作となる。1953年上半期、『悪い仲間』『陰気な愉しみ』により、第29回芥川賞を受賞する。
1954年には脊椎カリエスが快癒（自然治癒したものの、病気のため背丈が数センチメートル縮んだという）。同年4月、平岡光子と結婚。創作活動に意欲的に取り組む。『流離譚』では土佐藩での祖先の事跡を調査、『果てもない道中記』では中里介山『大菩薩峠』を論じた。
1960年代初頭に約半年間、ロックフェラー財団の基金で米国に留学、公民権運動たけなわのテネシー州ナッシュビルに滞在し、その経験を『アメリカ感情旅行』としてまとめる。その後も米国に対する関心を深くもち、アフリカ系アメリカ人の先祖を探った作品『ルーツ』（アレックス・ヘイリー著）の翻訳もしている。
批評家としても文壇の評価が高かった安岡は、芥川賞をはじめ大佛次郎賞や伊藤整文学賞選考委員も務めた。また学校国語教科書に、1955年著の「サアカスの馬（サーカスの馬）」が採用されている。
2013年1月26日、老衰により死去。92歳没。

### 没後
安岡の没後、遺族より原稿や書簡など約4,000点の資料が神奈川近代文学館に寄贈され、「安岡章太郎文庫」として保存されている。
2016年10月1日から11月27日まで、神奈川近代文学館にて特別展「安岡章太郎展――〈私〉から〈歴史〉へ」が開催された。初めて開催される安岡の総合的な展覧会で、編集委員は黒井千次がつとめた。安岡を高く評価する村上春樹が展覧会図録に寄稿した。同展覧会は高知県立文学館でも2019年に開催された。
章太郎の101回目の記念日にあたる2021年4月18日、山北文化の会の呼び掛けで高知県香南市山北の安岡家住宅に文学碑が建立された。

## 評価
第25回芥川賞の選考では、岸田國士や坂口安吾など安岡の「ガラスの靴」を評価する選考委員もいたが、佐藤春夫や瀧井孝作は一作だけではまだ評価できないとし、授賞には至らなかった。
第29回芥川賞の9人の選考委員の選評によると、安岡への授賞を特に支持したのは丹羽文雄だった。丹羽は「悪い仲間」より「陰気な愉しみ」の方を評価している。宇野浩二は「この二つの作品にも頸をひねる」「『陰気な愉しみ』は、すっと読めるが、たよりなさ過ぎ、『悪い仲間』は、『愛玩』よりずっと落ちる上に、趣向は面白いけれど、荷が勝ち過ぎているように思われる」と評した。石川達三は「感覚だけの作品」「それ以上のものが私には解らない」「私はちっとも新しいとは思わない」などと反対した。佐藤春夫は「今回のところ安岡の作品が最も賛成」とし、「陰気な愉しみ」より「悪い仲間」を高く評価した。岸田國士は「いずれも稀にみるすぐれた才能を示した短篇小説だが、これだけとしては出来栄えにやや物足りないところがある」「この作者は、もっといいものの書けるひとだ」と評した。瀧井孝作は「安岡章太郎氏の短篇は、前にいくつか佳いのを読んだ。こんどの二つも悪くない」として授賞に賛成した。舟橋聖一は「悪い仲間」への授賞には納得できるが「陰気な愉しみ」は未熟であるとした。坂口安吾は安岡を「いつ芥川賞をもらってもフシギのない作家」と評し、「陰気な愉しみ」や「悪い仲間」よりも優れた作品が過去にあるが「このような独特な作家の場合は一作について云々すべきではない」と述べた。川端康成は、安岡への授賞には賛成しつつ、過去の候補作「愛玩」や「ガラスの靴」の方を高く評価した。
村上春樹は安岡を「戦後の日本の小説家の中でいちばん文章がうまい人」と評しており、特に初期の短編は「どれもまさに舌を巻く出来」だと述べている。

## 年譜
- 1951年 「ガラスの靴」で作家デビュー。同作は第25回芥川賞の候補となる
- 1952年 「宿題」で第27回芥川賞候補、「愛玩」で第28回芥川賞候補となる
- 1953年 「悪い仲間」「陰気な愉しみ」にて第29回芥川賞を受賞
- 1954年 結婚。
- 1960年 『海辺の光景』で芸術選奨・野間文芸賞を受賞。ロックフェラー財団に招かれ米国留学。
- 1967年 『幕が下りてから』で第21回毎日出版文化賞を受賞
- 1974年 『走れトマホーク』で第25回読売文学賞小説賞を受賞
- 1976年　第32回日本芸術院賞受賞[32]
- 1981年 『流離譚』で日本文学大賞を受賞
- 1985年　三田文学会理事長となる。
- 1988年 遠藤周作に影響を受けた結果、カトリックの洗礼を受ける
- 1989年 『僕の昭和史』全3巻で野間文芸賞を受賞
- 1991年 「伯父の墓地」で川端康成文学賞を受賞
- 1992年 1950年代から現代文学にいたる業績で1991年度朝日賞を受賞[33]
- 1996年 『果てもない道中記』で第47回読売文学賞随筆・紀行賞を受賞
- 2000年 『鏡川』で大佛次郎賞を受賞
- 2001年 長年の文学活動により、文化功労者となる。

## 家族・親族
- 娘の安岡治子はロシア文学専攻の研究者で、現在は東京大学名誉教授。
- 寺田寅彦、別役実、平岡昇、河野典生[34]は遠戚。従妹に広瀬久美子がいる[35]。
- 血縁の中に安岡嘉助（吉田東洋暗殺犯の一人）がおり、自身の一族を題材とした『流離譚』を著した。
- 父・章の最終軍歴は、南方総軍獣医部長・陸軍獣医少将であった。

## 著書
- 『悪い仲間』文藝春秋新社 1953年
- 『青馬館』河出書房 1955年
- 『ガラスの靴・愛玩』角川文庫 1956年 のち講談社文芸文庫「ガラスの靴・悪い仲間」
- 『青い貝殻』大日本雄弁会講談社（ロマン・ブックス）1957年
- 『肥った女』現代文芸社（新鋭作家叢書）1957年
- 『遁走』大日本雄弁会講談社 1957年 のち角川文庫、旺文社文庫
- 『結婚恐怖症』平凡出版 1958年
- 『舌出し天使』講談社 1958年 のち中公文庫、小学館
- 『二つの顔』講談社 1958年
- 『青葉しげれる』新潮社 1959年 のち旺文社文庫
- 『海辺の光景』講談社 1959年 のち新潮文庫、講談社文庫、角川文庫
- 『ああ女難』講談社 1960年
- 『やって来た連中』毎日新聞社 1961年
- 『いざこざ手帳』雪華社 1961年
- 『アメリカ感情旅行』岩波新書 1962年
- 『花祭』新潮社 1962 のち文庫
- 『奴隷の教訓』白凰社 1963年
- 『質屋の女房』新潮社 1963年 のち文庫
- 『ちえかします』筑摩書房 1963年
- 『ソビエト感情旅行』新潮社 1964年 のち角川文庫
- 『映画の感情教育』講談社 1964
- 『利根川』朝日新聞社 1966年 「利根川・隅田川」旺文社文庫、中公文庫
- 『良友・悪友』新潮社 1966年 のち文庫、角川文庫
- 『思想音痴の発想』芳賀書店 1966年 のち角川文庫
- 『ああいえばこういう 感情的文明論』文藝春秋 1966年
- 『幕が下りてから』講談社 1967 のち文庫、角川文庫、文芸文庫
- 『不精の悪魔』新潮社 1967年 のち角川文庫
- 『軟骨の精神』講談社 1968年 のち文庫
- 『志賀直哉私論』文藝春秋 1968年 のち講談社、同文庫
- 『犬をえらばば』新潮社 1969年 のち文庫、講談社文芸文庫
- 『もぐらの言葉』講談社 1969年 のち文庫
- 『アメリカ夏象冬記』中公新書 1969年　のち「アメリカそれから」角川文庫
- 『小説家の小説論』河出書房新社 1970年　のち「～小説家論」福武書店（文芸選書）、同文庫
- 『感性の骨格』講談社 1970年
- 『サルが木から下りるとき』朝日新聞社 1971年 のち角川文庫
- 『セメント時代の思想』講談社 1972年
- 『月は東に』新潮社 1972年 のち講談社文芸文庫、同ワイド版
- 『自叙伝旅行』文藝春秋 1973年 のち角川文庫
- 『走れトマホーク』講談社 1973年 のち文庫、文芸文庫
- 『もぐらの手袋』番町書房 1973年 のち角川文庫
- 『やせがまんの思想』角川文庫 1973年
- 『へそまがりの思想』角川文庫 1973年
- 『なまけものの思想』角川文庫 1973年
- 『人生の隣』講談社 1975年 のち福武文庫。作家・作品論集
- 『ドン・キホーテと軍神』講談社 1975年
- 『私説聊斎志異』朝日新聞社 1975年 のち講談社文庫、文芸文庫
- 『とちりの虫』番町書房（ユーモアエッセイ集）1975年 のち旺文社文庫、光文社文庫、中公文庫
- 『驢馬の学校』現代史出版会 1975年
- 『自選作家の旅』山と渓谷社 1976年
- 『快楽その日その日』新潮社 1976年
- 『ヨーロッパやきもの旅行』平凡社 1976年
- 『アメリカ人の血と気質』集英社 1977年
- 『絵のある日常』平凡社 1978年
- 『方言の感傷』日本書籍（現代の随想）1978年
- 『放屁抄』岩波書店 1979年
- 『水の神様』講談社 1980年
- 『ウィタ・フンニョアリス』講談社 1980年 「滑稽糞尿譚」文春文庫
- 『犬と歩けば』読売新聞社 1981年 のち文春文庫
- 『流離譚』新潮社 1981年 のち文庫、講談社文芸文庫
- 『言葉のなかの旅』朝日新聞社（現代のエッセイ）1984年
- 『街道の温もり』講談社 1984年
- 『僕の昭和史』全3巻 講談社 1984-88 のち文庫、各・全1巻 新潮文庫、講談社文芸文庫 2018
- 『大世紀末サーカス』朝日新聞社 1984年 のち文庫、小学館
- 『僕の東京地図』文化出版局 1985年 のち新編・世界文化社
- 『歳々年々』講談社 1989年
- 『酒屋へ三里、豆腐屋へ二里』福武書店 1990年 のち文庫
- 『活動小屋のある風景』岩波書店 1990年
- 『夕陽の河岸』新潮社 1991年 のち文庫
- 『父の酒』文藝春秋 1991年 のち文庫
- 『果てもない道中記』講談社 1995年 のち同文芸文庫（「大菩薩峠」論）
- 『歴史への感情旅行』新潮社 1995年 のち文庫
- 『まぼろしの川 私の履歴書』講談社 1996年
- 『でこぼこの名月』世界文化社 1998年
- 『死との対面 瞬間を生きる』光文社 1998年 のち知恵の森文庫
- 『愛犬物語』KSS出版 1998年
- 『私の濹東綺譚』新潮社 1999年 のち文庫、中公文庫 2019年
- 『わたしの20世紀』朝日新聞社 1999年
- 『忘れがたみ』世界文化社 1999年
- 『戦後文学放浪記』岩波新書 2000年
- 『鏡川』新潮社 2000年 のち文庫
- 『風のすがた』世界文化社 2000年。以下は各・エッセイ集新版
- 『慈雨』世界文化社 2002年
- 『天上大風』世界文化社 2003年
- 『晴れた空 曇った顔 私の文学散歩』幻戯書房 2003年。作家論12篇
- 『雁行集』世界文化社 2004年
- 『観自在』世界文化社 2005年
- 『カーライルの家』講談社 2006年
- 『文士の友情　吉行淳之介の事など』新潮社 2013年 のち文庫。作家論

### 作品集
- 『安岡章太郎集』筑摩書房（新鋭文学叢書）1961年
- 『安岡章太郎全集』全7巻 講談社 1971年
- 『現代の文学 17 安岡章太郎』講談社 1972年
- 『新潮日本文学　安岡章太郎集』新潮社 1972年
- 『安岡章太郎エッセイ全集』全8巻 読売新聞社 1975-76年
- 『安岡章太郎集』全10巻 岩波書店 1986-88年
- 『安岡章太郎随筆集』全8巻 岩波書店 1991-92年
- 『歴史の温もり 安岡章太郎歴史文集』講談社 2013年
- 『安岡章太郎 戦争小説集成』中公文庫 2018年
- 『安岡章太郎短篇集』持田叙子編、岩波文庫 2023年

### 対談・共著
- 『大逃走論 政治的行動への自由』小田実共著 毎日新聞社 1969年
- 『戦争と青春 対談集』潮出版社 1974年
- 『われわれはなぜ書くか 対談集』毎日新聞社 1975年
- 『作家はどう発言するか 対談集』毎日新聞社 1977年
- 『差別・その根源を問う』野間宏共編 朝日新聞社 1977年
- 『ひとなぜ怒りを謳う ナショナリズム講義』平岡昇対談 朝日出版社（Lecture books）1979年
- 『安岡章太郎対談集』全3巻 読売新聞社 1988年
- 『対談・僕の昭和史 安岡章太郎対談集』講談社 1989年
- 『我等なぜキリスト教徒となりし乎』井上洋治共著 光文社 1999年
- 『安岡章太郎15の対話』新潮社 1997年
- 『齢八十いまなお勉強』近藤啓太郎対談共著 光文社 2001年

### 訳書
- 『エンリコ』マルセル・ムルージ 品田一良共訳 中央公論社 1975年
- 『ルーツ』アレックス・ヘイリー 松田銑共訳 社会思想社 1977年

## 主要論文
- 安岡章太郎「昭和二十七年十一月号掲載 愛玩 (特集「文學界」八十年の軌跡) -- (「文學界」短篇名作選)」『文學界』67(11), 202-209, 2013-11, NAID 40019806802
- 「オキナワ病について」『文藝春秋』46(5), 110-116, 1968-05, NAID 40003417268
- 安岡章太郎「再録(「三田文学」昭和二十六年六月号) ガラスの靴 (追悼 安岡章太郎)」『三田文学 [第3期]』2013年 92巻 113号 p.140-151, 三田文学会